# Semplificazione normativa
La semplificazione normativa è la tecnica legislativa volta a razionalizzare un complesso di disposizioni secondo criteri di organicità, sistematicità e completezza.
Deve essere distinta dai fenomeni di deregolazione (tendente alla soppressione di norme legislative ritenute eccessivamente vincolanti) e di delegificazione (attraverso la quale una determinata disciplina contenuta in una fonte normativa di rango primario viene trasfusa in una fonte normativa di rango secondario).

## Semplificazione legislativa
La semplificazione legislativa si basa su tre distinti pilastri.
- Analisi dell'impatto della regolazione - AIR, che consiste nella valutazione preventiva degli effetti di ipotesi di intervento normativo ricadenti sulle attività dei cittadini e delle imprese e sull'organizzazione e sul funzionamento delle pubbliche amministrazioni, mediante comparazione di opzioni alternative. Tale valutazione è affidata al Dipartimento per gli affari giuridici e legislativi incardinato nella Presidenza del Consiglio dei ministri.
- Analisi tecnico-normativa - ATN, che verifica l'incidenza della normativa proposta sull'ordinamento giuridico vigente, dà conto della sua conformità alla Costituzione, alla disciplina comunitaria e agli obblighi internazionali, nonché dei profili attinenti al rispetto delle competenze delle regioni e delle autonomie locali e ai precedenti interventi di delegificazione.
- Verifica dell'impatto della regolazione - VIR, effettuata con particolare riferimento ai seguenti profili:
  - raggiungimento delle finalità poste alla base dell'atto normativo e specificate nella rispettiva relazione AIR;
  - stima dei costi e sugli effetti prodotti sui cittadini, sulle imprese, sull'organizzazione e il funzionamento delle organizzazioni pubbliche;
  - verifica del livello e delle circostanze relative all'osservanza, da parte dei destinatari, delle prescrizioni contenute nell'atto normativo;
  - individuazione di eventuali criticità e loro riconducibilità a lacune insite nell'atto normativo, o a problemi relativi alla fase di attuazione dell'atto stesso;
  - effetti, positivi o negativi, sulla semplificazione normativa e amministrativa;
  - congruenza con il programma di Governo delle effettive conseguenze delle innovazioni normative;
  - valutazione dell'incidenza del provvedimento sul corretto funzionamento concorrenziale del mercato, sui processi di liberalizzazione e sull'ampliamento delle libertà dei soggetti dell'ordinamento giuridico.

## Semplificazione amministrativa
La semplificazione nel settore amministrativo attiene al piano delle procedure ed è preordinata a rendere la Pubblica Amministrazione più trasparente, efficiente ed efficace. Un fondamentale punto di partenza si registrò con le Leggi Bassanini.
Alla semplificazione delle procedure si associa la trasformazione delle attività, dei documenti e degli atti in forma elettronica ed alla loro gestione telematica, detta teleamministrazione.

## Il modello burocratico
Nel modello burocratico si pone infatti l'accento sulla legittimità degli atti, quindi sul fatto che, per raggiungere un determinato risultato, siano state seguite le procedure e i passaggi indicati dalla legge (si pensi alla classica immagine della pratica amministrativa che solo dopo una serie di passaggi tra i vari uffici e dopo eventuali timbri e marche da bollo è pronta per essere consegnata al cittadino). Proprio in questa esasperata attenzione alle procedure risiede il limite di tale modello, che presenta perciò una miopia rispetto all'effettivo grado di raggiungimento degli obbiettivi che l'ente o, più in generale, l'amministrazione si è prefissata di raggiungere.

## New Public Management
Per far fronte ai limiti del modello burocratico, si sta diffondendo un nuovo approccio al governo delle amministrazioni pubbliche: il New Public Management. Questo modello non si limita più ad assicurare il solo valore legale degli atti, ma si preoccupa anche di responsabilizzare e motivare i dirigenti, e più in generale tutto il personale addetto agli uffici, al fine di ottenere risultati non solo formali ma anche sostanziali. Si tratta dunque di un approccio che fa leva sulla meritocrazia, cioè sugli aspetti comportamentali del personale (anche attraverso un sistema di incentivi e sanzioni sulle retribuzioni) in modo da raggiungere risultati in termini di efficienza, efficacia ed economicità. In questo tipo di modello, inoltre, trova un posto d'onore anche il concetto di qualità dei servizi (si pensi a tutto il sistema di certificazione della qualità).

## Analisi di impatto della regolazione
La legge n. 50/1999 ha introdotto in via sperimentale l'Analisi di Impatto della Regolazione (AIR) raccomandata dalla norme comunitarie e dall'OCSE. Il primo ambito di applicazione di tale analisi sono stati gli schemi di atti legislativi del Governo, i regolamenti ministeriali e interministeriali, oltre alla regolazione amministrativa non vincolante (circolari e regole tecniche contenute in atti non normativi). La stessa norma ha introdotto anche l'Air ad uso del Parlamento, facoltativa e priva di sperimentazione.
A partire dal 2003, è stata istituita l'Air delle autorità indipendenti, obbligatorio e senza sperimentazione per tutti gli atti amministrativi a carattere generale pubblicati dalle authority. Nello stesso anno, gli statuti di quasi tutte le regioni italiani prevedevano uno strumento di semplificazione e delegificazione.

## Riduzione degli sprechi
Considerata la propensione verso un modello di New Public Management e l'approccio sempre più sentito all'efficienza e alla qualità, diventa determinante per le Pubbliche Amministrazioni muoversi verso una minuziosa riduzione degli sprechi. Punto di partenza della semplificazione amministrativa è la riprogettazione dei processi aziendali che consiste nel monitorare i vari passaggi intermedi nella realizzazione/erogazione di un bene/servizio, nell'individuare i passaggi inutili o ridondanti e nel configurare il nuovo modus operandi; in questo contesto può essere utile l'implementazione di tecnologie informatiche (vedi e-government). Tramite la semplificazione amministrativa si può quindi ottenere un servizio più efficiente ed una maggiore soddisfazione del cittadino/utente.

## Autoregolazione
L'autoregolazione è prevista da atti aventi forza di legge  e impegna gli operatori economici all'osservanza di principi, regole e livelli di prestazione nell'interesse delle amministrazioni di controllo e dei cittadini-utenti. 
La legge 59/97, art. 20 ha introdotto per le pubbliche amministrazioni la possibilità di prevedere la "soppressione di procedimenti amministrativi e la sostituzione dell'attività amministrativa diretta con forme di autoregolazione degli interessati".
Esempi importanti di autoregolazione di settore sono rappresentati dalla società per azioni che gestisce la Borsa (nella cornice del sistema Consob-Banca d'Italia-Ministero e sulla base di una regolazione normativa abilitante), dalle carte di Servizio degli operatori dei settori dell'energia, del gas e delle tlc sulla base degli schemi di riferimento adottati con direttiva del Presidente del Consiglio dei Ministri e successive delibere delle authority di settore.
Più in generale, nel settore dell'energia e del gas sono state introdotte da atti aventi forza di lege, mentre nelle tlc mediante lo strumento della legge delega e del regolamento governativo.

## Nuovi approcci teorici nella valutazione degli effetti delle norme
Nell'intento di migliorare sempre di più la qualità sostanziale della legislazione, per quanto riguarda gli effetti che la stessa produce sui cittadini e le imprese, da alcuni anni in molti Paesi si è affermato un nuovo metodo denominato Better Regulation, che mira appunto a produrre norme più chiare, efficaci ed efficienti, in grado di conseguire gli obiettivi fissati con il minimo dei costi. Ciò significa essenzialmente "ridurre la burocrazia", ossia eliminare gli oneri amministrativi impropri che derivano dall'applicazione delle norme a carico di cittadini e imprese, che hanno spesso una forte ricaduta negativa sull'economia nazionale. Per raggiungere tale obiettivo, sono state messe a punto forme più avanzate e perfezionate di valutazione dell'impatto della legislazione, sia ex ante (cioè preventiva, prima dell'entrata in vigore delle disposizioni in esame), sia ex post (cioè consuntiva, per valutare gli effetti dell'applicazione concreta).
La Commissione europea ha sviluppato fortemente tale approccio, nell'ambito di una strategia denominata appunto Better Regulation (in italiano: "Legiferare meglio"), che ha trovato la sua applicazione pratica nel programma REFIT, mirante al controllo dell'adeguatezza e dell'efficacia della regolazione della Commissione europea, "per rendere la legislazione dell'UE più semplice e ridurre i costi della regolazione, contribuendo in tal modo a creare un contesto normativo chiaro, stabile e prevedibile per sostenere la crescita e l'occupazione". La strategia di "Legiferare meglio" è stata condivisa da tutte le istituzioni europee (Parlamento europeo, Consiglio dell'Unione europea e Commissione europea), sulla base di un nuovo accordo interistituzionale firmato il 13 aprile 2016.
Molti Paesi membri dell'UE hanno introdotto elementi di Better Regulation nei loro processi legislativi, dotandosi di nuovi metodi, strumenti e organismi ad hoc. A titolo di esempio, si possono citare i casi del Regno Unito con la Better Regulation Commission (soppressa nel 2008 e sostituita dal Better Regulation Executive), della Germania con il Nationaler Normenkontrollrat e dei Paesi Bassi con l'Adviescollege toetsing regeldruk.